# 9.7インチiPad Pro
9.7インチiPad Pro（9.7インチアイパッド プロ）はAppleが開発、販売したタブレット型コンピュータである。iPadシリーズにおける最上位モデルとなっている。

## 概要
2016年3月21日午前10時（日本時間の3月22日午前2時）にカリフォルニア州クパチーノの本社キャンパスで開催されたAppleのスペシャルイベント「Let us loop you in.」にてiPhone SEと共に発表された。。
従来までのiPad Air 2の実質的な後継モデルとなり、Air 2のサイズの中に12.9インチモデルと同等スペックの機能を搭載、下述のオプションへの対応やユニボディ一体形の4つのスピーカーを搭載している。ストレージ容量は32GB、128GB、256GBを用意、カラーバリエーションはシルバー、ゴールド、スペースグレイに加え、iPhone 6sで追加されたローズゴールドが加わった4色となっている。
iPad Air 2や先行した12.9インチモデルよりも機能が向上しており、ディスプレイは従来よりも最大25%高い彩度を実現した広色域ディスプレイを搭載と同時にICCプロファイルに対応、さらに環境光センサーによって周囲の光に合わせた色温度設定を自動で行う「True Toneディスプレイ」にも対応した。iSightカメラは1200万画素、FaceTimeカメラは500万画素と画素数が上がり、iSightカメラでは4K動画やLive Photos、1080p（120fps）のスローモーション撮影が可能となり、iPadでは初となるTrue ToneフラッシュやFocus Pixelsを搭載、FaceTimeカメラではRetina Flashに対応している。
ただし、9.7インチモデルは前年9月に先行発売した12.9インチモデルと差別化が図られているためか、RAM容量が4GBから2GBへ減量されている。
Wi-Fi+Cellularモデルの通信スペックもLTEの対応バンドが23に増え、LTE-Advancedに対応したことで最大300Mbpsでの通信が可能となる。また、これまで別途用意されていたApple SIMを内蔵しており、既存契約している通信会社のSIMとは別に内蔵SIMで渡航先での短期契約を行うことが可能となった。
当モデルはiPad Air 2とサイズが同じだが、マグネットの配置が異なるため、iPad Air 2用のApple純正Smart Coverを流用することはできない。
2023年6月6日にWWDC23により発表されたiPadOS 17で、iPad (第5世代)/12.9インチiPad Pro (第1世代)と共にサポート対象外となった。

### 専用オプション
iPad Proの画面スペックを活かすため、専用のオプションが2つ用意されている。
Smart Keyboard
専用のキーボードで、本体左側にあるSmart Connectorに端子を重ねることで本体から給電され直ちに接続が可能となる。3層構造でキーボード部4ミリ、最薄部3.2ミリの厚さでありながら耐久性のある素材を使用し、スプリング等がなくてもキーの入力もしっかりできるほか、隙間がないため水や汚れへの耐久性も備えている。またこれまでのSmart Cover同様に、持ち運び時のカバーや動画等閲覧時のスタンドとしても使用可能となっている。
Apple Pencil (第1世代)
専用のスタイラス。使用するとiPad Pro側で感知し、秒間240回のスピードで動きをスキャンするほか、Pencil側に感圧センサーと傾斜センサーを内蔵し、筆圧の強弱によって線の太さが、傾き具合によって線の濃淡が反映される。iPad Proのlightningコネクタに15秒挿すことで30分使える急速充電に対応し、フル充電状態では12時間使うことが可能となっている。

## iPadモデルの変遷
（横スクロールできる画像です）